# لورچا
لُرچا (به اسپانیایی: Lorcha) دهستانی در استان آلیکانتهٔ اسپانیا است.
در این دهستان ۷۴۸ نفر زندگی می‌کنند. مساحت این دهستان ۳۱٫۶۶ کیلومتر مربع است.